# Imunoprofilaxia
Imunoprofilaxia são medidas de prevenção utilizando o sistema imune.
Elas podem ser de dois tipos: imunoprofilaxia passiva e imunoprofilaxia ativa 

## Imunoprofilaxia passiva
A imunoprofilaxia passiva funciona através de uso de soros. 
- Modelo Natural: transferência materna de IgG via placenta e de IgA no colostro do leite.
- Mecanismo: Transferência de produtos de resposta imune para um receptor deficiente.
- Vantagem: é para urgências, especialmente toxinas e venenos mas só deve ser utilizado quando não há outro tipo de tratamento.
- Desvantagem: Não cria memória imunológica, é uma proteção temporária.

Ex: Soro Imune Anti-hepatite B.

## Imunoprofilaxia ativa
A imunoprofilaxia ativa funciona através do uso de vacinas.
- Modelo Natural: São selecionado clones atenuados de LT e LB com características de longa duração;
- Mecanismo: Processo ativo de Indução da Resposta Imune com vírus atenuado.
- Vantagem: Memória Imunológica e eficiência na resposta imune induzida
- Desvantagem: Pode haver a reativação no organismo com aparecimento da doença.

Ex: para vírus da poliomielite e vibrião do cólera: Ac na mucosa intestinal.